# 牧浦地志
牧浦地志（まきうら ちかし）は元大映京都の映画カメラマンである。黒田義之は甥にあたる。

## 人物
1938年（昭和13年）日活京都撮影所（のちの大映京都撮影所）に入所。同期には武田千吉郎がいる。
『眠狂四郎殺法帖』など 市川雷蔵主演作や、座頭市シリーズなどの勝新太郎主演映画を多く担当した。三隅研次監督とは特に多くコンビを組んだ。
1962年の『座頭市物語』では、監督を務めた三隅研次とのコンビで独自の映像世界を表現するなど、勝新太郎からの信頼が厚く、大映倒産後も勝プロ製作映画やテレビドラマのカメラマンを多く務めた。

## 主な作品

### 映画
- 透明天狗 (1960)
- 座頭市物語 (1962)
- 新・座頭市物語  (1963)
- 手討 (1963)
- 座頭市兇状旅 (1963)
- 眠狂四郎殺法帖 (1963)
- 眠狂四郎勝負 (1964)
- 剣 (1964)
- 無宿者 (1964)
- 眠狂四郎円月斬り (1964)
- 座頭市血笑旅 (1964)
- 忍びの者　続・霧隠才蔵 (1964)
- 無法松の一生 (1965)
- 剣鬼 (1965)
- 座頭市地獄旅 (1965)
- ほんだら捕物帖 (1966)
- 眠狂四郎無頼剣 (1966)
- 大殺陣 雄呂血（1966年）
- 陸軍中野学校 竜三号指令 (1967)
- なみだ川 (1967)
- 悪名一代 (1967)
- 座頭市血煙り街道 (1967)
- 怪談雪女郎 (1968)
- 手錠無用 (1969)
- 秘剣破り (1969)
- 天狗党 (1969)
- 笹笛お紋（1969年）
- 怪談累ヶ淵 (1970)
- 新座頭市・破れ!唐人剣 (1971)
- 顔役 (1971)

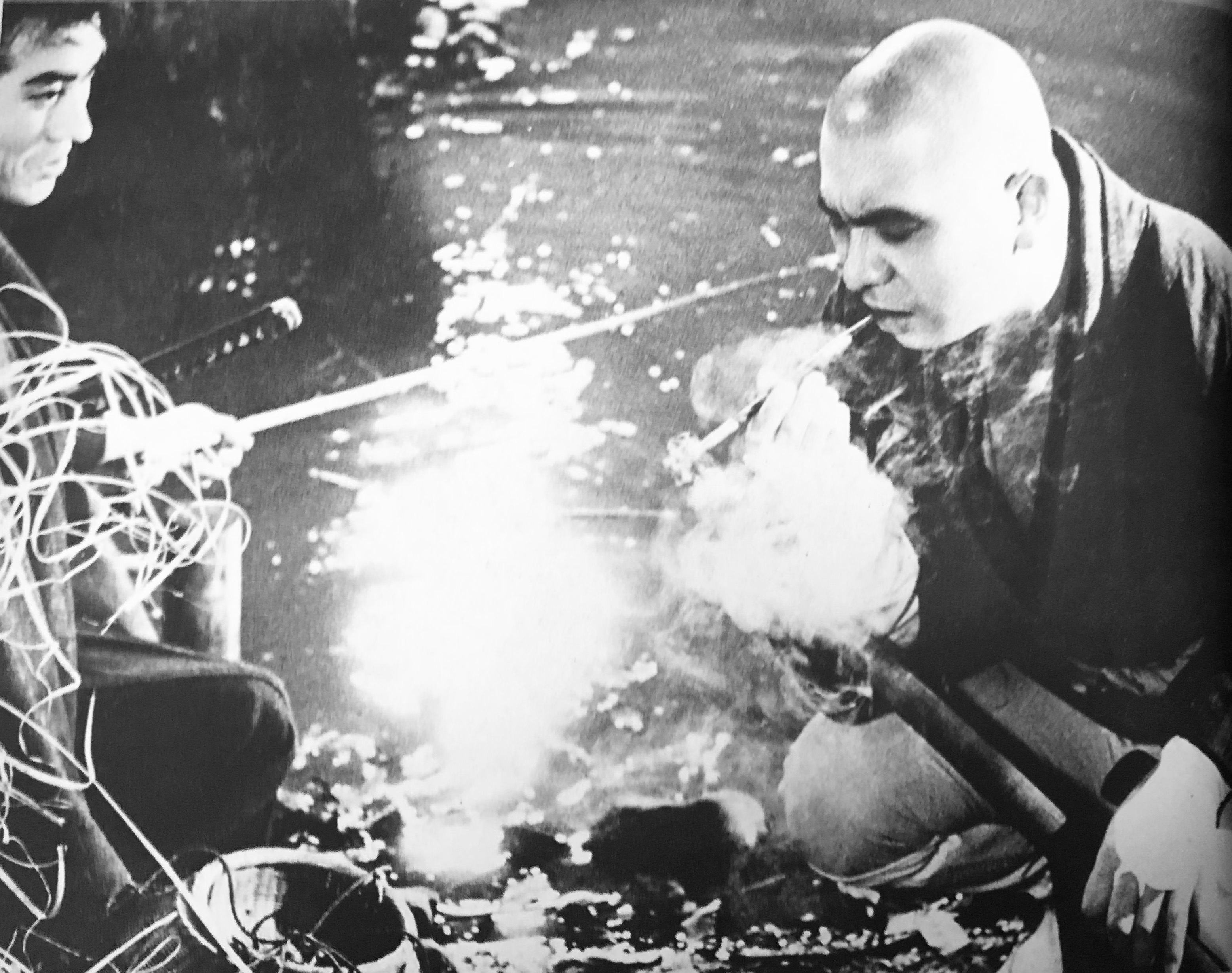
『座頭市物語』（1962年）

- 子連れ狼　子を貸し腕貸しつかまつる (1972)
- 子連れ狼　三途の川の乳母車 (1972)
- 子連れ狼 死に風に向う乳母車 (1972)
- 御用牙 (1972)
- 新座頭市物語 笠間の血祭り (1972)
- 御用牙 鬼の半蔵やわ肌小判 (1974)
- 子連れ狼 地獄へ行くぞ!大五郎 (1974)
- 妖婆 (特撮) (1976)
- ひとごろし (1976)

### テレビ
- 木枯し紋次郎 (1972)
- 唖侍鬼一法眼 (1973-74)
- 座頭市物語 (1974-75)
- 痛快!河内山宗俊  (1975-76)
- 夫婦旅日記 さらば浪人 (1976)
- 新・座頭市 (1976-77)
- 横溝正史シリーズ
  - 本陣殺人事件 (1977)
  - 八つ墓村 (1978)
- 新木枯し紋次郎 (1977)
- 柳生あばれ旅 (1980)
- 吉宗評判記 暴れん坊将軍 (1980) (第114話、117話)
- 剣客商売 (1983)

## 脚註
1. 1 2 3  “コラム『日本映画の玉（ギョク）』井上昭が語る三隅研次”.   映画の國. 2022年8月23日閲覧。
2. ↑  “見逃すな！今夜17時、京都で勝新太郎監督の幻の傑作「顔役」がフィルム上映！！！”.   Cinefil. 2022年8月23日閲覧。
3. ↑  “株式会社京都組役員紹介”.   株式会社京都組. 2022年8月23日閲覧。
4. ↑   時代劇マガジン Vol.16辰巳出版 p.68-69
5. ↑  『映画撮影』（日本映画撮影監督協会）1973年9月号 p41
6. ↑  “眠狂四郎殺法帖”.   日本映画情報システム 文化庁. 2022年8月23日閲覧。
7. ↑  “座頭市物語”.   優秀映画鑑賞推進事業. 2022年8月23日閲覧。